# Pohlia rubella
Pohlia rubella är en bladmossart som beskrevs av Brotherus 1903. Pohlia rubella ingår i släktet nickmossor, och familjen Bryaceae. Inga underarter finns listade i Catalogue of Life.